# Aleksander Brach
Aleksander Brach (ur. 23 lipca 1938 w Moszczenicy, zm. 9 maja 1999) – polski naftowiec i działacz socjalistyczny, poseł na Sejm PRL V i VI kadencji.

## Życiorys
Uzyskał wykształcenie średnie niepełne, z zawodu aparatowy destylacji. W 1954 podjął pracę w Rafinerii Nafty w Gorlicach, od 1964 pracował w Mazowieckich Zakładach Rafineryjnych i Petrochemicznych w Płocku.
W 1952 został członkiem Związku Młodzieży Polskiej, potem przystąpił do Związku Młodzieży Socjalistycznej. Od 1961 był członkiem Polskiej Zjednoczonej Partii Robotniczej. Zasiadał w egzekutywie Komitetu Zakładowego partii przy MZRiP i członkiem Warszawskiego Komitetu Wojewódzkiego PZPR. W 1969 i 1972 uzyskiwał mandat posła na Sejm PRL w okręgu Płock. W trakcie V kadencji zasiadał w Komisji Kultury i Sztuki oraz w Komisji Przemysłu Ciężkiego, Chemicznego i Górnictwa. W VI kadencji został zastępcą przewodniczącego Komisji Górnictwa, Energetyki i Chemii.
Pochowany na cmentarzu komunalnym w Płocku.